# Melanerpes flavifrons
El carpintero arcoíris o carpintero de frente amarilla (Melanerpes flavifrons) es una especie de ave sudamericana de la familia Picidae. Puebla los bosques de buena parte de Paraguay, Brasil y Argentina.

## Hábitat
Vive entre el nivel del mar y los 1800 m s. n. m. de altitud, en los bosques de la Mata Atlántica y áreas arboladas.

## Descripción
Mide 19,5 cm de longitud. La frente y la garganta son de color amarillo vivo; el vértice posterior y la nuca son rojos en el macho y negros en la hembra; la parte superior del dorso, la parte posterior del cuello y las alas son negros; la parte inferior del dorso y el uropigio son blancos; la parte superior del pecho es negra, la parte inferior y el vientre son rojos; los flancos presentan barras negras y blancas.

## Alimentación
Se alimenta principalmente de frutas y además caza insectos y sus larvas.

## Reproducción
Gusta exhibirse y cada individuo posa enfrente de los otros. Anida colectivamente en un hueco de algún árbol seco o una palmera. Cada hembra pone dos a cuatro huevos blancos, que son incubados por uno o más machos durante 12 días. Varios miembros de ambos géneros de una misma banda ayudan a alimentar a los polluelos, que permanecen durante 5 semanas en el nido y pueden retorar después a él para dormir.